# لئونارد آندژیفسکی
لئونارد آندژیفسکی (به لهستانی: Leonard Andrzejewski؛ ۱ مارس ۱۹۲۴ – ۱۸ اکتبر ۱۹۹۷) بازیگر اهل لهستان بود.
از جمله فیلم‌ها یا برنامه‌های تلویزیونی‌ای که وی در آن‌ها نقش داشته‌است، می‌توان به سرنوشت‌های لهستانی، چگونه جنگ جهانی دوم را آغاز کردم، ماجراهای میخاو، سیل، ترانه عاشقانه‌ای برای یانوشک، از دوشنبه‌ها بیزارم، سرهنگ وودیوفسکی و یانا اشاره کرد.